# انتفاضة مارس
انتفاضة مارس هي انتفاضة اندلعت في البحرين في مارس 1965. وقاد الانتفاضة جماعات يسارية والجبهة الشعبية لتحرير البحرين وجبهة التحرير الوطني - البحرين، مطالبة بإنهاء التواجد البريطاني في البحرين. تسببت الانتفاضة بتسريح مئات من العمال البحرينيين في شركة نفط البحرين في 5 مارس 1965. توفي العديد من الأشخاص في اشتباكات عنيفة بين المتظاهرين والشرطة.